# 小笠原丸
小笠原丸（おがさわらまる）とは逓信省の海底電纜敷設船で、初の国産敷設船である。1945年8月22日いわゆる三船殉難事件で沈没し、600名以上の犠牲者を出した。

## 船歴
逓信省は敷設船「沖縄丸」を有していたが、作業量増大によりそれだけでは対応できなくなってきたため新たに敷設船を建造することにし、それにより建造されたのが「小笠原丸」である。1905年6月に三菱長崎造船所と52万5000円で契約が結ばれ、6月13日に着工し、11月12日にキールが据え付けられた。工事はスタンポストの鋳損発生のため遅れ、1906年6月2日に進水して「小笠原丸」と命名された。船名は当時小笠原への海底線が敷設中であったことにちなむ。その後も煙突が倒れる事故などがあったが、8月15に引き渡された。
就役した「小笠原丸」は、「沖縄丸」などとともに海底ケーブルの新規敷設や修理に従事した。1910年（明治43年）6月4日には、長崎県池島付近で遭難したロシア船を救助し、シャム王族一行および乗員100名を救出した。
太平洋戦争が勃発すると、軍の管理下で、引き続き海底ケーブルの敷設と保守に従事することになった。1945年2月16日には、下田港内でアメリカ航空母艦の艦載機の銃撃により損傷したが、沈没は免れた。1945年8月15日の日本のポツダム宣言受諾発表時には、同年6月から始まった北海道と樺太の間のケーブル敷設に従事していた。
1945年（昭和20年）8月15日の終戦を稚内港で迎えた小笠原丸は、樺太所在の逓信局長から逓信省関係者の引揚げを要請され、8月17日に稚内を出航し大泊港へ向う。樺太では樺太の戦いが続いており、混乱状態にあった。

### 沈没
8月20日午後11時45分、疎開者1514人を乗せた「小笠原丸」は大泊を出港。21日午前11時に稚内に着き、そこで878人が船を降りた。稚内では6人が乗船して疎開者は642人となり、乗員と合わせて702人の乗る「小笠原丸」は午後4時に出航した。「小笠原丸」の行き先は小樽経由で秋田県船川であった。
1945年8月22日午前4時20分頃（午前4時22分）、「小笠原丸」は増毛沖5海里にてソ連潜水艦L-12とみられる艦船に雷撃されて沈没した。
留萌支庁調べによれば死者641人、生存者61人で、収容された遺体は468体である。増毛町役場の小笠原丸遭難記録によると「生存者六十二人を収容」したという。
海底の沈没位置は、増毛町沖合の約3海里先の水深約60mにて沈座。沿岸操業漁師の漁網が水中の「小笠原丸」船体やマストなどに引っ掛かり、沈没位置は早々に発見特定されている。
1951年(昭和26年)、増毛町在住雑貨商村上高徳の呼びかけから、海底より約2年かけて遺骨収集が行われる。事前調査は早くから実施していたが、調査結果から水深約60m、船体は約80°傾斜して着底が確認され、潜水士と当時の潜水技術では一度の潜水作業時間約30分以内、傾いた船内の作業条件は困難度合いが高く、難易度合に伴う予算試算や終戦の復興復旧事情から打診した複数の業者から断られていた。費用は村上高徳の私財持出しと地元民の協力から行い、作業できる季節が限定され、海流が早く時化が多い海域から長い期間を有した。314柱（計上根拠は不明）が見つかったとされる。行政援助は無く、寄付援助金は乏しく出資元の村上高徳は破産寸前に追い込まれる始末になり、周囲の助言から「小笠原丸」のマンガン合金スクリューを水中解体から引上げ古物品売却したが、未払い経費にあてられ足らぬ状態だったという。
2024年(令和6年)8月20日、一般社団法人ラ・プロンジェ深海工学会が留萌沖を調査。マルチビームソナーを使って小笠原丸と泰東丸を探査し、小笠原丸は左舷に僅かに傾くものの、ほぼ水平に海底に鎮座し、原型を保っていることを明らかにした。
北海道増毛郡増毛町の町営墓地には「小笠原丸殉難碑」が建てられており、毎年8月22日に町民により慰霊祭が行われている。また、北海道留萌郡小平町鬼鹿海岸(旧花田家番屋向かい)には小笠原丸・第二号新興丸・泰東丸の犠牲者を悼む「三船遭難慰霊之碑」が建てられている。

## 船長

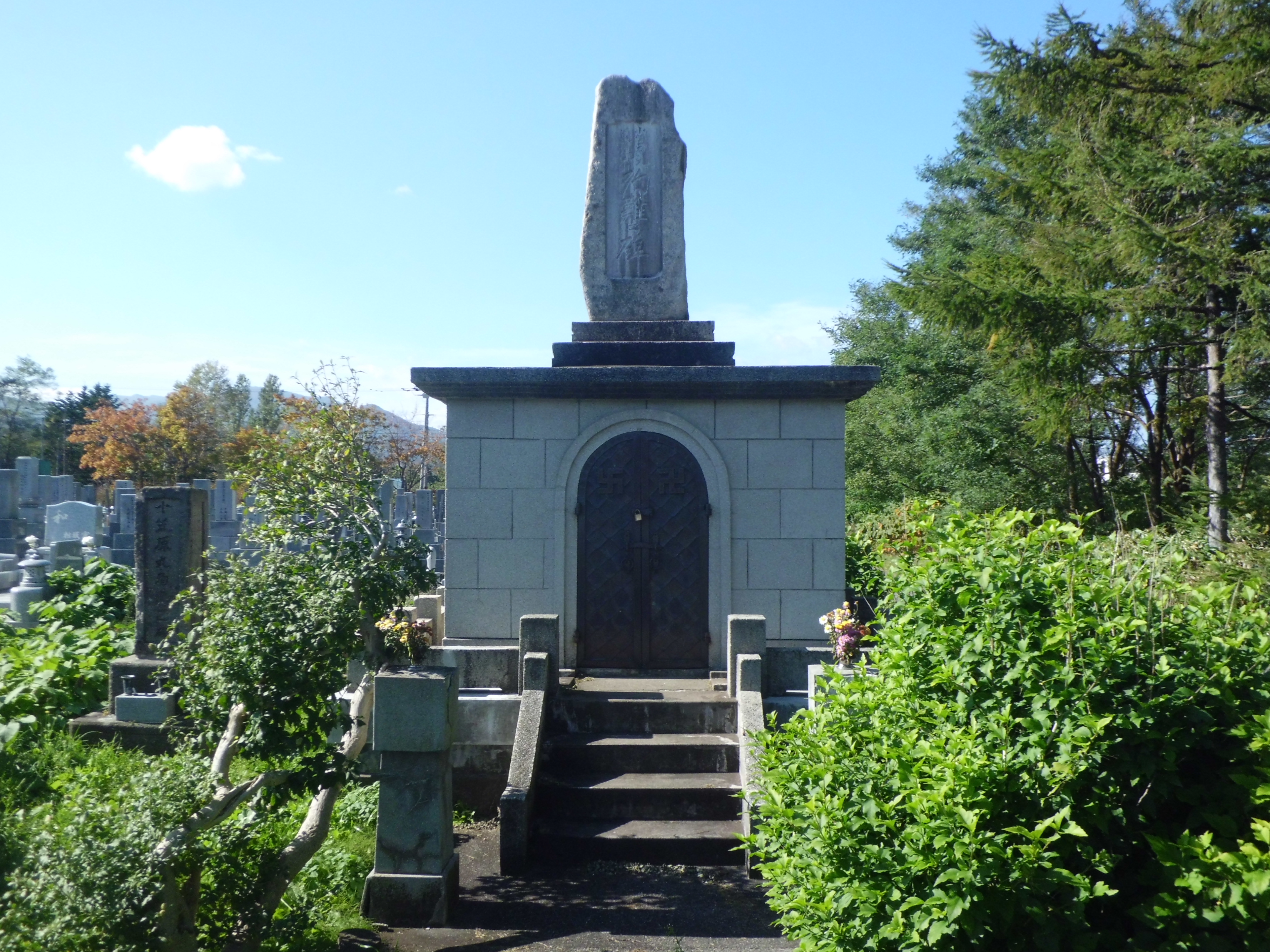
小笠原丸殉難碑

- 蛭子康 逓信技師：1906年8月24日 -